# Spaniens Grand Prix 2025
Spaniens Grand Prix 2025 (officielt navn: Formula 1 Aramco Gran Premio de España 2025) var et Formel 1-løb, som blev kørt den 1. juni 2025 på Circuit de Barcelona-Catalunya i Montmeló, Spanien. Det var det niende løb i Formel 1-sæsonen 2025.

## Kvalifikation
| Pos.               | Nr. | Kører                 | Konstruktør                  | Del 1    | Del 2    | Del 3     | Grid |
| ------------------ | --- | --------------------- | ---------------------------- | -------- | -------- | --------- | ---- |
| 1                  | 81  | Oscar Piastri         | McLaren-Mercedes             | 1.12,551 | 1.11,998 | 1.11,546  | 1    |
| 2                  | 4   | Lando Norris          | McLaren-Mercedes             | 1.12,799 | 1.12,056 | 1.11,755  | 2    |
| 3                  | 1   | Max Verstappen        | Red Bull Racing-Honda RBPT   | 1.12,798 | 1.12,358 | 1.11,8481 | 3    |
| 4                  | 63  | George Russell        | Mercedes                     | 1.12,806 | 1.12,407 | 1.11,8481 | 4    |
| 5                  | 44  | Lewis Hamilton        | Ferrari                      | 1.13,058 | 1.12,447 | 1.12,045  | 5    |
| 6                  | 12  | Andrea Kimi Antonelli | Mercedes                     | 1.12,815 | 1.12,585 | 1.12,111  | 6    |
| 7                  | 16  | Charles Leclerc       | Ferrari                      | 1.13,014 | 1.12,495 | 1.12,131  | 7    |
| 8                  | 10  | Pierre Gasly          | Alpine-Renault               | 1.13,081 | 1.12,611 | 1.12,199  | 8    |
| 9                  | 6   | Isack Hadjar          | Racing Bulls-Honda RBPT      | 1.13,139 | 1.12,461 | 1.12,252  | 9    |
| 10                 | 14  | Fernando Alonso       | Aston Martin Aramco-Mercedes | 1.13,102 | 1.12,523 | 1.12,284  | 10   |
| 11                 | 23  | Alexander Albon       | Williams-Mercedes            | 1.13,044 | 1.12,641 | N/A       | 11   |
| 12                 | 5   | Gabriel Bortoleto     | Kick Sauber-Ferrari          | 1.13,045 | 1.12,756 | N/A       | 12   |
| 13                 | 30  | Liam Lawson           | Racing Bulls-Honda RBPT      | 1.13,039 | 1.12,763 | N/A       | 13   |
| 14                 | 18  | Lance Stroll          | Aston Martin Aramco-Mercedes | 1.13,038 | 1.13,058 | N/A       | —2   |
| 15                 | 87  | Oliver Bearman        | Haas-Ferrari                 | 1.13,074 | 1.13,315 | N/A       | 14   |
| 16                 | 27  | Nico Hülkenberg       | Kick Sauber-Ferrari          | 1.13,190 | N/A      | N/A       | 15   |
| 17                 | 31  | Esteban Ocon          | Haas-Ferrari                 | 1.13,201 | N/A      | N/A       | 16   |
| 18                 | 55  | Carlos Sainz Jr.      | Williams-Mercedes            | 1.13,203 | N/A      | N/A       | 17   |
| 19                 | 43  | Franco Colapinto      | Alpine-Renault               | 1.13,334 | N/A      | N/A       | 18   |
| 20                 | 22  | Yuki Tsunoda          | Red Bull Racing-Honda RBPT   | 1.13,385 | N/A      | N/A       | PL3  |
| 107%-tid: 1.17,629 |     |                       |                              |          |          |           |      |
| Kilde:             |     |                       |                              |          |          |           |      |

Noter:
↑1 - Max Verstappen og George Russell satte identiske tider i del 3. Verstappen kvalificerede sig forrest, eftersom han havde sat tiden først.
↑2 - Lance Stroll kvalificerede sig på 14. pladsen, men måtte udgå af ræset på grund smerter i håndledet. Alle kører bag ham rykkede som resultat en plads op.
↑3 - Yuki Tsunoda måtte starte fra pit lane efter at have lavet ændringer på sin bil under parc fermé.

## Resultat
| Pos.                                                             | Nr. | Kører                 | Konstruktør                  | Omgange | Tid/Udgået  | Startpos. | Point |
| ---------------------------------------------------------------- | --- | --------------------- | ---------------------------- | ------- | ----------- | --------- | ----- |
| 1                                                                | 81  | Oscar Piastri         | McLaren-Mercedes             | 66      | 1:32.57,375 | 1         | 25    |
| 2                                                                | 4   | Lando Norris          | McLaren-Mercedes             | 66      | +2,471      | 2         | 18    |
| 3                                                                | 16  | Charles Leclerc       | Ferrari                      | 66      | +10,455     | 7         | 15    |
| 4                                                                | 63  | George Russell        | Mercedes                     | 66      | +11,359     | 4         | 12    |
| 5                                                                | 27  | Nico Hülkenberg       | Kick Sauber-Ferrari          | 66      | +13,648     | 15        | 10    |
| 6                                                                | 44  | Lewis Hamilton        | Ferrari                      | 66      | +15,508     | 5         | 8     |
| 7                                                                | 10  | Pierre Gasly          | Alpine-Renault               | 66      | +16,022     | 9         | 6     |
| 8                                                                | 6   | Isack Hadjar          | Racing Bulls-Honda RBPT      | 66      | +17,882     | 8         | 4     |
| 9                                                                | 14  | Fernando Alonso       | Aston Martin Aramco-Mercedes | 66      | +21,564     | 10        | 2     |
| 10                                                               | 1   | Max Verstappen        | Red Bull Racing-Honda RBPT   | 66      | +21,8261    | 3         | 1     |
| 11                                                               | 30  | Liam Lawson           | Racing Bulls-Honda RBPT      | 66      | +25,532     | 13        |       |
| 12                                                               | 5   | Gabriel Bortoleto     | Kick Sauber-Ferrari          | 66      | +25,996     | 12        |       |
| 13                                                               | 22  | Yuki Tsunoda          | Red Bull Racing-Honda RBPT   | 66      | +28,822     | PL        |       |
| 14                                                               | 55  | Carlos Sainz Jr.      | Williams-Mercedes            | 66      | +29,309     | 17        |       |
| 15                                                               | 43  | Franco Colapinto      | Alpine-Renault               | 66      | +31,381     | 18        |       |
| 16                                                               | 31  | Esteban Ocon          | Haas-Ferrari                 | 66      | +32,197     | 16        |       |
| 17                                                               | 87  | Oliver Bearman        | Haas-Ferrari                 | 66      | +37,0652    | 14        |       |
| Ret                                                              | 12  | Andrea Kimi Antonelli | Mercedes                     | 53      | Olietryk    | 6         |       |
| Ret                                                              | 23  | Alexander Albon       | Williams-Mercedes            | 27      | Sammenstød  | 11        |       |
| WD                                                               | 18  | Lance Stroll          | Aston Martin Aramco-Mercedes | 0       | Skade       | —         |       |
| Hurtigste omgang: Oscar Piastri (McLaren) - 1.15,743 (omgang 61) |     |                       |                              |         |             |           |       |
| Kilde:                                                           |     |                       |                              |         |             |           |       |

Noter:
↑1 - Max Verstappen blev givet en 10 sekunders straf for at være skyld i et sammenstød med George Russell. Hans slutposition gik som resultat fra 5. til 10. pladsen.
↑2 - Oliver Bearman blev givet en 10 sekunders straf for at køre af banen og hermed få en fordel. Hans slutposition gik som resultat fra 13. til 17. pladsen.

## Stilling i mesterskaberne efter løbet
| Pos. | Kører           | Point |
| ---- | --------------- | ----- |
| 1    | Oscar Piastri   | 186   |
| 2    | Lando Norris    | 176   |
| 3    | Max Verstappen  | 137   |
| 4    | George Russell  | 111   |
| 5    | Charles Leclerc | 94    |

| Pos. | Konstruktør         | Point |
| ---- | ------------------- | ----- |
| 1    | McLaren-Mercedes    | 362   |
| 2    | Ferrari             | 165   |
| 3    | Mercedes            | 159   |
| 4    | Red Bull-Honda RBPT | 144   |
| 5    | Williams-Mercedes   | 54    |